# Némesis (Agatha Christie)
Némesis (Título original en inglés: Nemesis) es una novela de la escritora británica Agatha Christie, publicada por primera vez en 1971 en el Reino Unido por Collins Crime Club y en Estados Unidos por Dodd, Mead and Company más adelante ese mismo año.

## Argumento
Miss Marple, ya anciana, gusta de leer los anuncios funerarios en los periódicos. Un día encuentra la información sobre la muerte de Jason Rafiel, un conocido que había participado con ella en la obra Misterio en el Caribe.
Días después, Miss Marple recibe una carta de los abogados del Sr. Rafiel, quienes la invitan a reunirse con ellos. Descubre que su amigo le había dejado una pequeña herencia con la condición de que hiciera justicia en relación con un crimen cometido en el pasado, pues siempre la había considerado una Némesis (diosa de la justicia). El problema es que Rafiel no deja ninguna otra orientación sobre quién fue el asesino, quién murió, dónde, cómo o por qué.
Miss Marple comienza a investigar porque le apasiona y porque lo considera un deber después de aceptar el dinero de la herencia.
Posteriormente le llega otra carta que explica que, por voluntad y financiada por el fallecido Sr. Rafiel, deberá participar de una excursión en la que visitará varios jardines y castillos de Inglaterra. Entendiendo que no es más que una señal indicadora de nuevas informaciones sobre el caso.
En el viaje entabla relación con varias personas, que conocían a Rafiel y, poco a poco, consigue dar un sentido a la solicitud hecha por su amigo antes de morir: su hijo había sido acusado de un crimen que no había cometido y Miss Marple, con su conocimiento sobre la naturaleza humana, consigue descubrir al verdadero asesino.